# Orasemorpha tridentata
Orasemorpha tridentata är en stekelart som först beskrevs av Girault 1915.  Orasemorpha tridentata ingår i släktet Orasemorpha och familjen Eucharitidae. Inga underarter finns listade i Catalogue of Life.